# Marco Greco
Marco Greco (1 de diciembre de 1963) nacido en Sao Paulo, Estado de Sao Paulo Brasil es un expiloto de carreras brasileño. Su debut en el moundo del motor fue en el Mundial de motociclismo de 1979 a 1986. En 1988, da el salto a las cuatro ruedas. Primero participa tres temporadas en la Fórmula 3000 y de 1993 a 1996 en la CART World Series. En 1996 debuta en la Indy Racing League donde obtienen su mejor resultado: un tercer puesto en la  1998 Pep Boys 400K de Dover en la 1996–1997. También participó en cuatro ocasiones en la Indianapolis 500 con un decimocuarto puesto como mejor resultado en 1998.

## Resultados de carrera

### Campeonato del Mundo de Motociclismo

#### Carreras por año
Sistema de puntos desde 1969 a 1987:
| Posición | 1.º | 2.º | 3.º | 4.º | 5.º | 6.º | 7.º | 8.º | 9.º | 10.º |
| Puntos   | 15  | 12  | 10  | 8   | 6   | 5   | 4   | 3   | 2   | 1    |

Sistema de puntos desde 1988 a 1992:
| Posición | 1.º | 2.º | 3.º | 4.º | 5.º | 6.º | 7.º | 8.º | 9.º | 10.º | 11.º | 12.º | 13.º | 14.º | 15.º |
| Puntos   | 20  | 17  | 15  | 13  | 11  | 10  | 9   | 8   | 7   | 6    | 5    | 4    | 3    | 2    | 1    |

(Carreras en negrita indica pole position, carreras en cursiva indica vuelta rápida)
| Año  | Categ. | Equipo | Moto    | 1       | 2       | 3      | 4       | 5     | 6       | 7     | 8       | 9       | 10     | 11    | Ptos. | Pos. |
| ---- | ------ | ------ | ------- | ------- | ------- | ------ | ------- | ----- | ------- | ----- | ------- | ------- | ------ | ----- | ----- | ---- |
| 1979 | 350 cc | Yamaha | VEN 16  | AUT -   | GER -   | ITA -  | SPA -   | YUG - | NED -   | FIN - | GBR -   | CZE -   | FRA -  |       | 0     | –    |
| 1980 | 500cc  | Yamaha | NAT DNQ | ESP -   | FRA -   | NED -  | BEL -   | FIN - | GBR -   | GER - |         |         |        |       | 0     | –    |
| 1981 | 500 cc | Suzuki | AUT -   | GER 29  | NAT DNQ | FRA 24 | YUG 18  | NED - | BEL -   | SMR - | GBR -   | FIN -   | SWE -  |       | 0     | –    |
| 1982 | 500 cc | Suzuki | ARG 20  | AUT -   | FRA 17  | SPA 19 | ITA -   | NED - | BEL -   | YUG - | GBR DNQ | SWE -   | SMR -  | GER - | 0     | –    |
| 1983 | 500 cc | Suzuki | RSA 16  | FRA Ret | ITA 18  | GER 31 | SPA Ret | AUT - | YUG Ret | NED - | BEL -   | GBR DNQ | SWE -  | SMR - | 0     | –    |
| 1985 | 500 cc | Honda  | RSA Ret | SPA DNQ | GER -   | ITA -  | AUT -   | YUG - | NED -   | BEL - | FRA -   | GBR -   | SWE -  | SMR - | 0     | –    |
| 1986 | 500 cc | Honda  | SPA -   | ITA -   | GER -   | AUT -  | YUG -   | NED - | BEL -   | FRA - | GBR -   | SWE -   | SMR 24 |       | 0     | –    |